# Katowice Open
Katowice Open – profesjonalny kobiecy turniej tenisowy rangi WTA International Series, zaliczany do cyklu WTA Tour. Rozgrywany na kortach twardych w hali w katowickim Spodku od 2013 roku, a od 2015 roku także w Międzynarodowym Centrum Kongresowym, o puli nagród 250 tysięcy dolarów. Sponsorem tytularnym turnieju w latach 2013-2014 był bank BNP Paribas. Ostatnia edycja turnieju odbyła się w 2016 roku. Od 2015 roku prawo do nazwy turnieju miało Miasto Katowice. Producentem piłek była firma Babolat.
Turniej został wpisany do kalendarza WTA zamiast zawodów w Kopenhadze. Agencja producencka SOS Music otrzymała prawo organizacji zawodów do roku 2018. Podczas trwania turnieju w 2013 roku w hali widowiskowej przygotowywano dwa korty ziemne z nawierzchnią Conipur Pro Clay do rozgrywania meczów, natomiast trzeci kort, mający za cel rozgrzewki i treningi, powstał na tafli lodowiska przylegającego do Spodka. Możliwość transmisji zawodów powierzono Telewizji Polskiej. W 2016 roku za transmisje turnieju odpowiedzialna była Telewizja Polsat.
Począwszy od 2014 roku turniej rozgrywany był na nawierzchni twardej.

## Mecze finałowe

### gra pojedyncza
| Rok  | Mistrzyni          | Finalistka    | Wynik            |
| 2016 | Dominika Cibulková | Camila Giorgi | 6:4, 6:0         |
| 2015 | Anna Schmiedlová   | Camila Giorgi | 6:4, 6:3         |
| 2014 | Alizé Cornet       | Camila Giorgi | 7:6(3), 5:7, 7:5 |
| 2013 | Roberta Vinci      | Petra Kvitová | 7:6(2), 6:1      |

### gra podwójna
| Rok  | Mistrzynie                               | Finalistki                              | Wynik          |
| 2016 | Eri Hozumi Miyu Katō                     | Walentina Iwachnienko Marina Mielnikowa | 3:6, 7:5, 10–8 |
| 2015 | Ysaline Bonaventure Demi Schuurs         | Gioia Barbieri Karin Knapp              | 7:5, 4:6, 10–6 |
| 2014 | Julija Bejhelzimer Olha Sawczuk          | Klára Koukalová Monica Niculescu        | 6:4, 5:7, 10–7 |
| 2013 | Lara Arruabarrena Lourdes Domínguez Lino | Raluca Olaru Walerija Sołowjowa         | 6:4, 7:5       |